# Кшижанув (гмина)
Кшижанув (пол. Krzyżanów) — сельская гмина (волость) в Польше, входит как административная единица в Кутновский повет, Лодзинское воеводство. Население — 4554 человека (2004).

## Сельские округа
1. Голишев
2. Юлианув
3. Кашевы-Дворне
4. Кашевы-Тарновске
5. Кашевы-Колёня
6. Кшижанув
7. Кшижанувек
8. Кухары
9. Ктеры-А
10. Ктеры-Б
11. Ленки-Косцельне
12. Малево
13. Марцинув
14. Мицин
15. Млогошин
16. Павловице
17. Псуже
18. Рустув
19. Ружановице
20. Рыбе
21. Семенички
22. Сокул
23. Стефанув
24. Семенице
25. Валы-Б
26. Вежики
27. Владыславув
28. Войцеховице-Дуже
29. Вырембы-Семеницке
30. Злотники
31. Жаковице

## Прочие поселения
1. Броны
2. Кашевы-Косцельне
3. Кашевы-Спуйня
4. Конары
5. Ктеры-СК
6. Ленки-Косцельне-СК
7. Ленки-Гурне
8. Мечиславув
9. Свиняры
10. Урочиско-Лесьне
11. Валы-А
12. Войцеховице-Мале
13. Завады
14. Зеленев

## Соседние гмины
1. Гмина Бедльно
2. Гмина Гура-Свентей-Малгожаты
3. Гмина Кутно
4. Гмина Опорув
5. Гмина Пёнтек
6. Гмина Витоня

## Известные уроженцы
- Михал Сокольницкий (1880—1967) — польский политический деятель, дипломат, историк, мемуарист.